# Ulica Kruszyńska we Włocławku
Ulica Kruszyńska - Znajduje się w południowej części miasta, ma prawie 2 km, należy do najważniejszych ulic miasta. Na prawie całej długości jest szeroką, dwujezdniową, czteropasmową arterią. Kruszyńska jest częścią drogi krajowej nr 62.
Przy ulicy znajduje się wiele ciekawych obiektów, m.in.:
- Hipermarket Tesco